# Kapelwoning Beeckestijn
De Kapelwoning Beeckestijn is de tuinmanswoning van de buitenplaats Beeckestijn in het Noord-Hollandse Driehuis, gemeente Velsen. De woning is in 1770 gebouwd in de neogotische stijl. Het kan gezien worden als een folly, omdat het op een kapel lijkt, maar een kleine woning is. Beheer van de woning wordt, net als het hoofdgebouw van de buitenplaats, gedaan door Vereniging Hendrick de Keyser. Twee andere follies uit de tuin, een kluizenaarshut en een classicistische triomfboog zijn gesloopt.

## Geschiedenis
Jacob Boreel Jansz liet tussen 1760 en 1772 door Johann Georg Michael op zijn terrein een nieuwe landschapstuin aanleggen. De tuin werd aangelegd met invloeden uit de Engelse en Duitse landschapstuinen. Een van de elementen die in de tuin kwam was een kleine kapel, deze werd in de zuidwestelijke hoek van het terrein geplaatst. Deze woning werd in neogotische stijl gebouwd, hiermee is het een van de eerste neogotische gebouwen in Nederland. Van origine had het ook een voorportaal, een baldakijn en een schoorsteen in de vorm van een klokkentoren.
Landgoed Beeckestijn werd in 2007 door de gemeente Velsen overgedragen aan Vereniging Hendrick de Keyser. De bijhorende kapelwoning werd drie jaar later aan de vereniging overgedaan.
In 2013 werd besloten om het pand geschikt te maken voor gebruik als Monument en Bed. In 2021 verkreeg Hendrick de Keyser 1,3 miljoen euro, waarvan een deel werd gereserveerd voor de verbouwing van de kapelwoning. Omdat het bestemmingsplan de nieuwe bestemming van het pand nog niet toeliet, werd de herbestemming uitgesteld.
Van het interieur resteert niets meer en de berging aan de achterzijde van de woning valt buiten de bescherming van het rijksmonument.
Op 6 oktober 2023 is een replica van de toren op de plek geplaatst.

## Exterieur
Rondom de vensters in de voorgevel (oost) zijn ojiefbogen geplaatst. De twee schuifvensters tellen elk zes ruiten. Het gebouw is verder opgetrokken uit bakstenen. Aan de achterzijde (west) kent deze een eenlaagse uitbouw met lessenaarsdak. De achtergevel kent een deur met er naast twee vensters van vier ruiten. De woning zelf is ook een bouwlaag hoog met tussen de twee puntgevels een zadeldak gedekt met gesmoorde pannen. In de punten van de gevels zijn vierruitsvensters aangebracht. De linker zijgevel heeft aan de rechterzijde een smal spitsboogvenster. De schoorsteen heeft spitsboogvelden met een montant in het midden. 